# Gottesackerkirche (Gefrees)

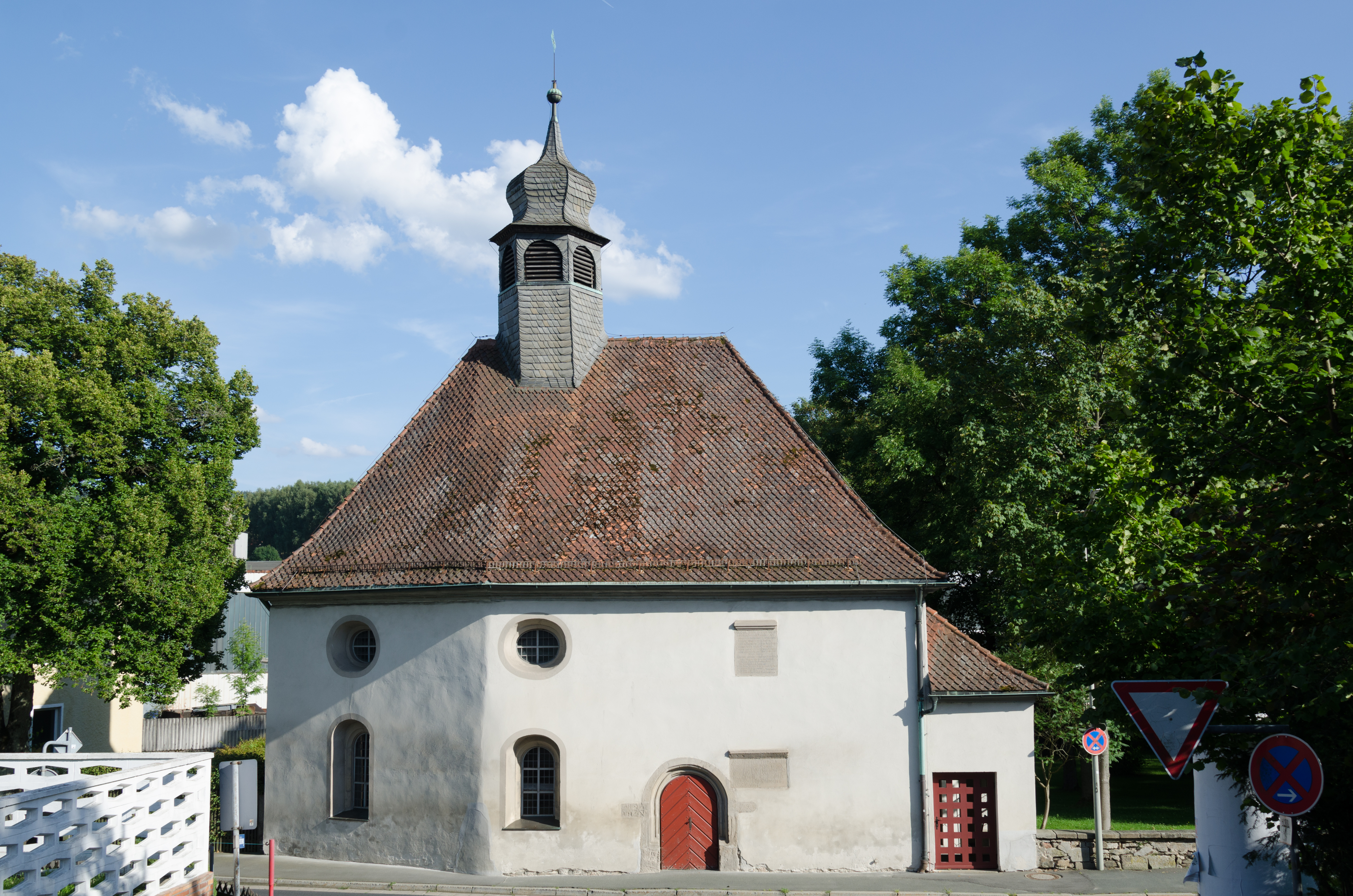
Gottesackerkirche (Gefrees)

Die evangelische, denkmalgeschützte Gottesackerkirche steht in Gefrees, einer Stadt im Landkreis Bayreuth (Oberfranken, Bayern). Das Bauwerk ist unter der Denkmalnummer D-4-72-139-3 als Baudenkmal in der Bayerischen Denkmalliste eingetragen. Wegen ihrer Nähe zum heutigen Friedhof wird sie für Trauerfeiern verwendet. Sie wird aber auch für Hochzeiten und Taufen genutzt.

## Beschreibung
Die laut Inschrift 1594 von Niclas Henning, Jobst Knol und Hans Pfluck als Friedhofskapelle auf dem damaligen Friedhof gebaute Gottesackerkirche wurde 1716 umgebaut. Sie besteht aus einem im Osten dreiseitig geschlossenen Langhaus, das mit einem Walmdach bedeckt ist und aus dem sich im Osten des Dachfirstes ein schiefergedeckter, sechseckiger, mit einer Zwiebelhaube bedeckter Dachreiter erhebt.